# Grazia Nidasio
Grazia Nidasio (Milán, 9 de febrero de 1931 - Certosa di Pavia, 25 de diciembre de 2018) fue una dibujante e ilustradora de cómics, y guionista italiana.

## Trayectoria
Estudió en el Liceo Científico de Milán y, más tarde, escultura en la Academia de Bellas Artes de Brera. En los años cincuenta inició una larga colaboración con la revista infantil Corriere dei Piccoli, donde publicó la serie protagonizada por el hada Alibella y el caballero ladrón Gelsomino. Trabajó en esta serie durante más de 35 años, para la que creó un gran número de personajes populares.
Es conocida por la serie Valentina Mela Verde y su secuela Stefi, que entre finales de los años 1960 y principios de los años 1990 presentan la vida cotidiana de dos hermanas adolescentes con un enfoque realista, tierno y humorístico.  Sus cómics han sido publicados en varios países, incluyendo Francia, Brasil y Argentina.
Además, colaboró con el periódico italiano Corriere della Sera como dibujante e ilustradora, dando vida a numerosos libros infantiles, incluyendo a varias novelas de la escritora sueca Astrid Lindgren. También, es relevante su trabajo en publicidad, en particular creando el personaje Piccolo Mugnaio Bianco (pequeño molinero blanco), es decir, la mascota de las campañas publicitarias de Mulino Bianco de la década de 1980.
De 2001 a 2008, fue Presidenta del Sindicato Italiano Lavoratori Fumetto (SILF), sindicato del sector del cómic, la ilustración y la animación de Italia.

## Reconocimientos
A lo largo de su carrera, Grazia Nidasio recibió numerosos reconocimientos. En 1972, fue premiada con el Premio Yellow Kid del Salone Internazionale dei Comics de Lucca. Posteriormente, la revista infantil itialiana Andersen - Il mondo dell'infanzia le concedió en 1987 el Premio Andersen al Mejor Autor, y en 2001 la Mención Especial a la Carrera del Premio Andersen.
En 2019, tras su fallecimiento, se le dedicó una plaza a su nombre en Certosa di Pavia. Al año siguiente, en 2020, el Ayuntamiento de Milán decidió inscribir su nombre en el Famedio, dentro del Cementerio Monumental.